# Woffendorf

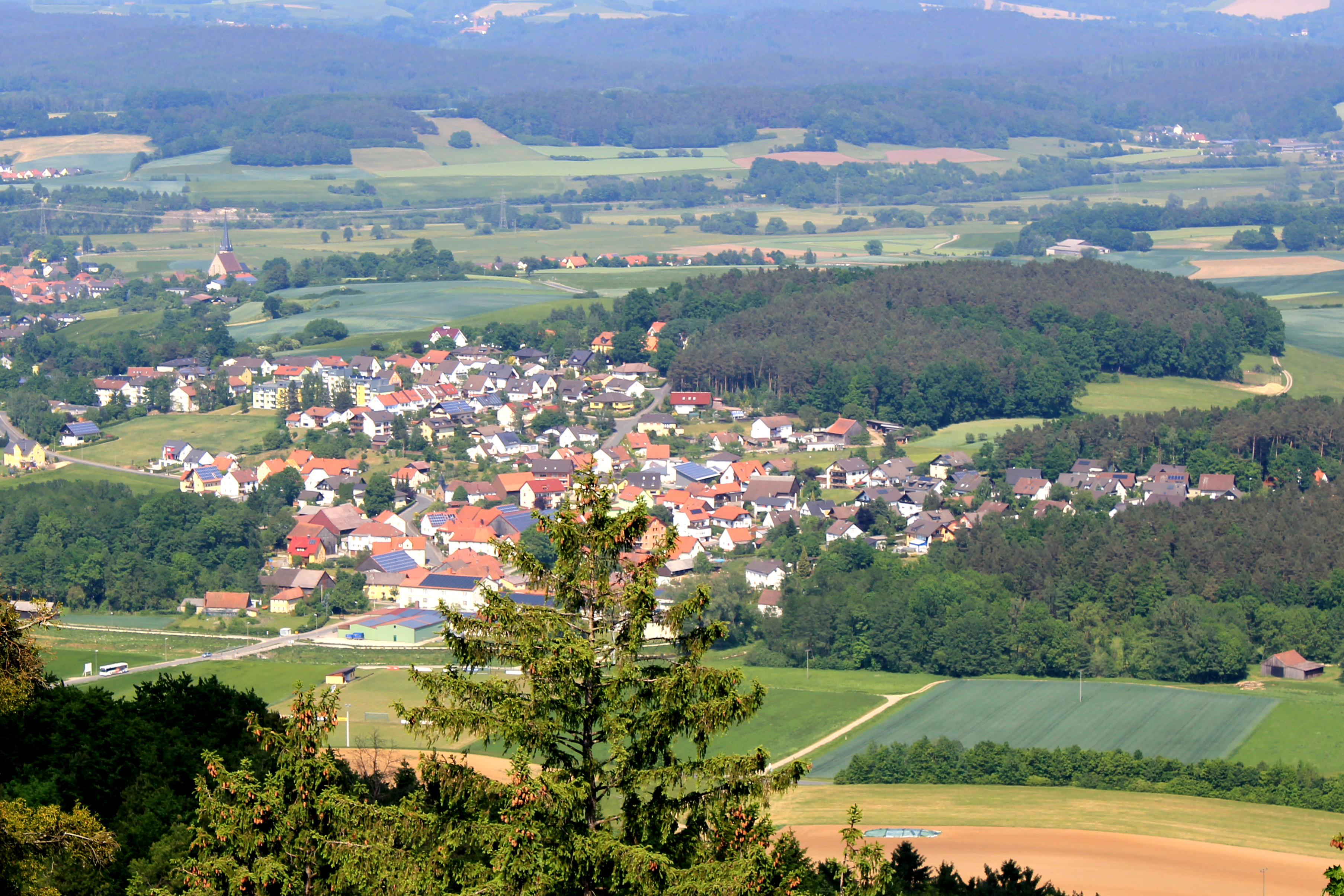
Woffendorf vom Großen Kordigast aus gesehen

Woffendorf ist ein Dorf mit 385 Einwohnern und Gemeindeteil der Gemeinde Altenkunstadt im Landkreis Lichtenfels.

## Geografische Lage
Woffendorf liegt im Weismaintal vor dem Beginn des Tals der grauen Mönche, auf 292–346 m ü. NN. Erbaut ist das Dorf überwiegend am Osthang des Galgenberges. Im Norden grenzt der Hauptort Altenkunstadt unmittelbar an Woffendorf an.

## Geschichte
Erstmals schriftlich erwähnt wurde Woffendorf vermutlich am 18. November 1258 in einer Urkunde über eine Landgerichtsverhandlung mit Bischof Berthold von Leiningen als Richter.
Im Jahr 1801 gehörte die Landeshoheit und der Zent von Woffendorf dem Hochstift Bamberg. Kirchlich unterstand der Ort der Pfarrei Altenkunstadt, an die auch der Zehnt gezahlt wurde. Weiterhin besaßen das Amt Weismain, das Kloster Langheim, der Domstift Bamberg und die Stadt Staffelstein Lehen in Woffendorf.
Im Jahr 1818 fand die Eingemeindung nach Altenkunstadt statt. Entscheidend für den Gemeindesitz war nicht die Anzahl der Einwohner, sondern die der Anwesen. Da Altenkunstadt mit 128 Anwesen deutlich größer war als die übrigen Gemeindeteile Baiersdorf (41 Anwesen),  Kienmühle (7 Anwesen) sowie Röhrig mit Woffendorf (26 Anwesen), wurde Altenkunstadt Sitz der neugebildeten Gemeinde Altenkunstadt.
Ende der 1890er Jahre errichtete die Dorfgemeinschaft eine Kapelle, deren hundertjähriges Jubiläum man 1999 feierte.
Zwischen November 2008 und April 2010 wurde das Bachbett der Weismain bei Woffendorf geändert, um eine Flutmulde in Kombination mit Deichbauwerken zu errichten. Das Bauprojekt dient dem Hochwasserschutz des Ortes und kostete rund 675.000 Euro.

### Einwohnerentwicklung
Die Tabelle gibt die Einwohnerentwicklung Woffendorfs wieder.
| Jahr | Einwohner | Anwesen               | Quelle: |
| ---- | --------- | --------------------- | ------- |
| 1818 | 155       | 26 (inklusive Röhrig) | [ 4 ]   |
| 1950 | 281       |                       | [ 3 ]   |
| 1977 | 278       |                       | [ 3 ]   |
| 2005 | 387       |                       | [ 3 ]   |
| 2010 | 390       |                       | [ 6 ]   |
| 2011 | 392       |                       | [ 7 ]   |
| 2012 | 387       |                       | [ 8 ]   |
| 2013 | 385       |                       | [ 9 ]   |

## Religion
Von den 385 Einwohnern waren im Juli 2013 ca. 62 % (240) römisch-katholisch, ca. 25 % (94) evangelisch und ca. 13 % (51) andersgläubig bzw. konfessionslos.